# Saint-Georges-de-Rouelley
Pour les articles homonymes, voir Saint-Georges, Saint Georges (homonymie) et Georges.
Saint-Georges-de-Rouelley est une commune française, située dans le département de la Manche en région Normandie, peuplée de 529 habitants.

## Géographie
Située au sud-est du département de la Manche, la commune est aux confins du Mortainais et du Domfrontais (ou Passais), en Bocage normand. Son bourg est à 5 km à l'est de Barenton, à 9 km à l'ouest de Domfront et à 15 km au sud-est de Mortain.
Le bourg de Saint-Georges-de-Roulley se situe sur l'ancienne RN 807, déclassée en RD 907 depuis la réforme de 1972. Elle relie Domfront à Mortain, et passe également à Barenton.
Elle est caractérisée par un habitat assez concentré dans le bourg et par un site classé et de tout premier intérêt : la Fosse-Arthour. Saint-Georges fait partie du parc naturel régional Normandie-Maine, dont Louis-Pierre Hamel, le maire de l'époque, a été l'un des fondateurs avec Hubert d'Andigné.
Le point culminant (282 / 283 m) se situe au nord, en forêt de la Lande Pourrie. Le point le plus bas (119 m) correspond à la sortie d'un des premiers petits affluents de la Sélune du territoire, au sud-est. La commune est principalement bocagère et partiellement forestière.
Saint-Georges-de-Rouelley se situe aussi sur le circuit Lancelot du Lac.
| Barenton                        | Ger                                                                               | Lonlay-l'Abbaye (Orne)        |
| Barenton                        | Saint-Georges-de-Rouelley                                                         | Rouellé (Orne)                |
| Barenton, Saint-Cyr-du-Bailleul | Saint-Cyr-du-Bailleul, Saint-Mars-d'Égrenne (Orne), Saint-Roch-sur-Égrenne (Orne) | Saint-Roch-sur-Égrenne (Orne) |

### Hydrographie
La commune est traversée par la ligne de partage des eaux entre les bassins hydrographiques Seine-Normandie et Loire-Bretagne. Elle est drainée par la rivière la sonce, la Sonce, le Rançonnet, le fossé 01 de Montiton, le fossé 01 de Morte-Fontaine, la Rouérie, le ruisseau de la rouérie, le ruisseau des Feugettes et  et un autre petit cours d'eau,.
La Sonce, d'une longueur de 17 km, prend sa source dans la commune de Ger et se jette  dans un bras de l'Égrenne à Domfront en Poiraie, après avoir traversé cinq communes. 

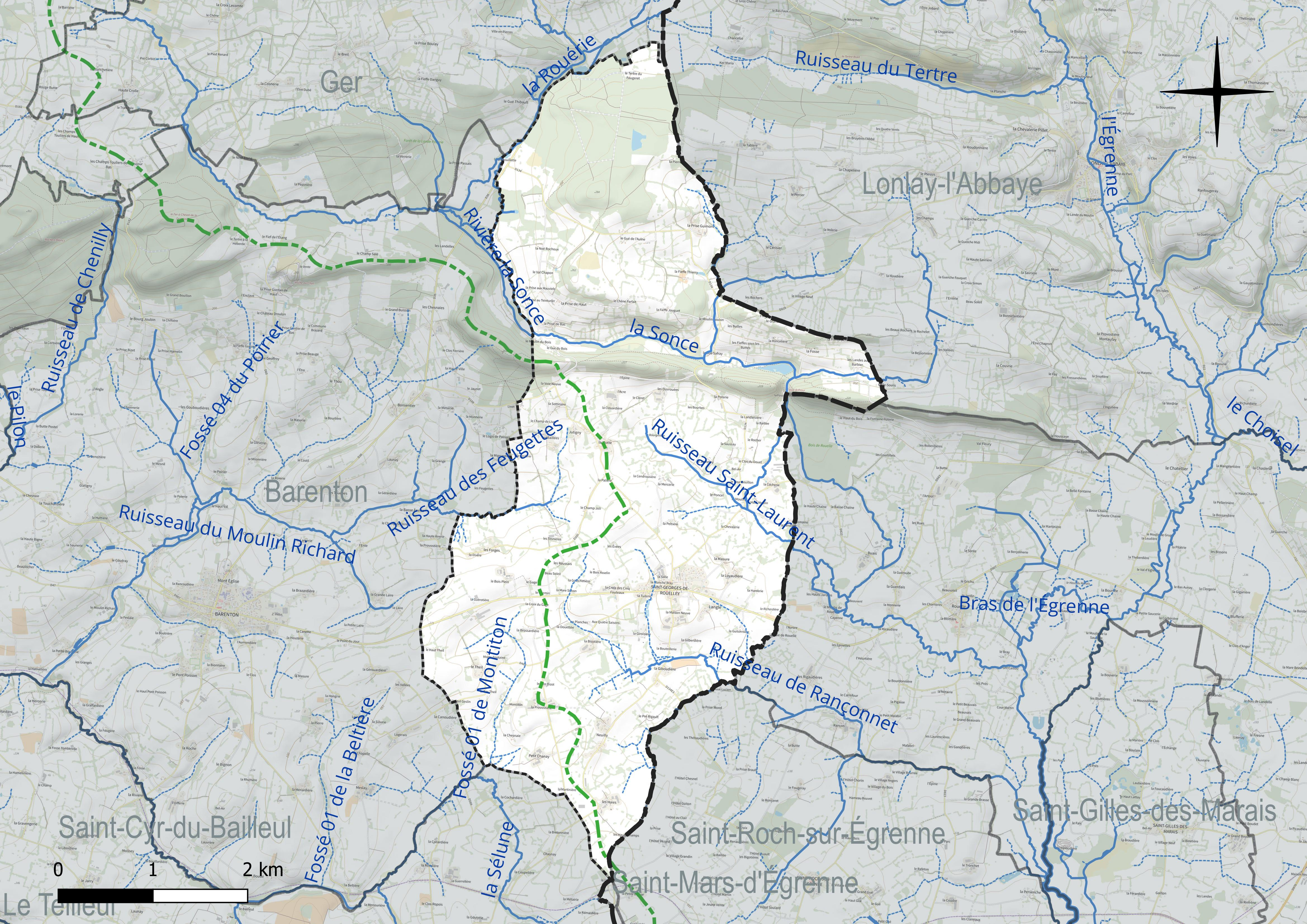
Réseau hydrographique de Saint-Georges-de-Rouelley.

### Climat
Pour des articles plus généraux, voir Climat de la Normandie et Climat de la Manche.
En 2010, le climat de la commune est de type climat océanique franc, selon une étude du CNRS s'appuyant sur une série de données couvrant la période 1971-2000. En 2020, Météo-France publie une typologie des climats de la France métropolitaine dans laquelle la commune est exposée à un climat océanique et est dans la région climatique  Normandie (Cotentin, Orne), caractérisée par une pluviométrie relativement élevée (850 mm/a) et un été frais (15,5 °C) et venté. Parallèlement le GIEC normand, un groupe régional d’experts sur le climat, différencie quant à lui, dans une étude de 2020, trois grands types de climats pour la région Normandie, nuancés à une échelle plus fine par les facteurs géographiques locaux. La commune est, selon ce zonage, exposée à un « climat contrasté des collines », correspondant au Bocage normand, bien arrosé, voire très arrosé sur les reliefs les plus exposés au flux d’ouest, et frais en raison de l’altitude.
Pour la période 1971-2000, la température annuelle moyenne est de 10,6 °C, avec une amplitude thermique annuelle de 13 °C. Le cumul annuel moyen de précipitations est de 918 mm, avec 13,8 jours de précipitations en janvier et 8 jours en juillet. Pour la période 1991-2020, la température moyenne annuelle observée sur la station météorologique la plus proche, située sur la commune de Saint-Fraimbault à 14 km à vol d'oiseau, est de 11,2 °C et le cumul annuel moyen de précipitations est de 850,1 mm,. Pour l'avenir, les paramètres climatiques de la commune estimés pour 2050 selon différents scénarios d’émission de gaz à effet de serre sont consultables sur un site dédié publié par Météo-France en novembre 2022.

## Urbanisme

### Typologie
Au 1er janvier 2024, Saint-Georges-de-Rouelley est catégorisée commune rurale à habitat très dispersé, selon la nouvelle grille communale de densité à sept niveaux définie par l'Insee en 2022.
Elle est située hors unité urbaine et hors attraction des villes,.

### Occupation des sols

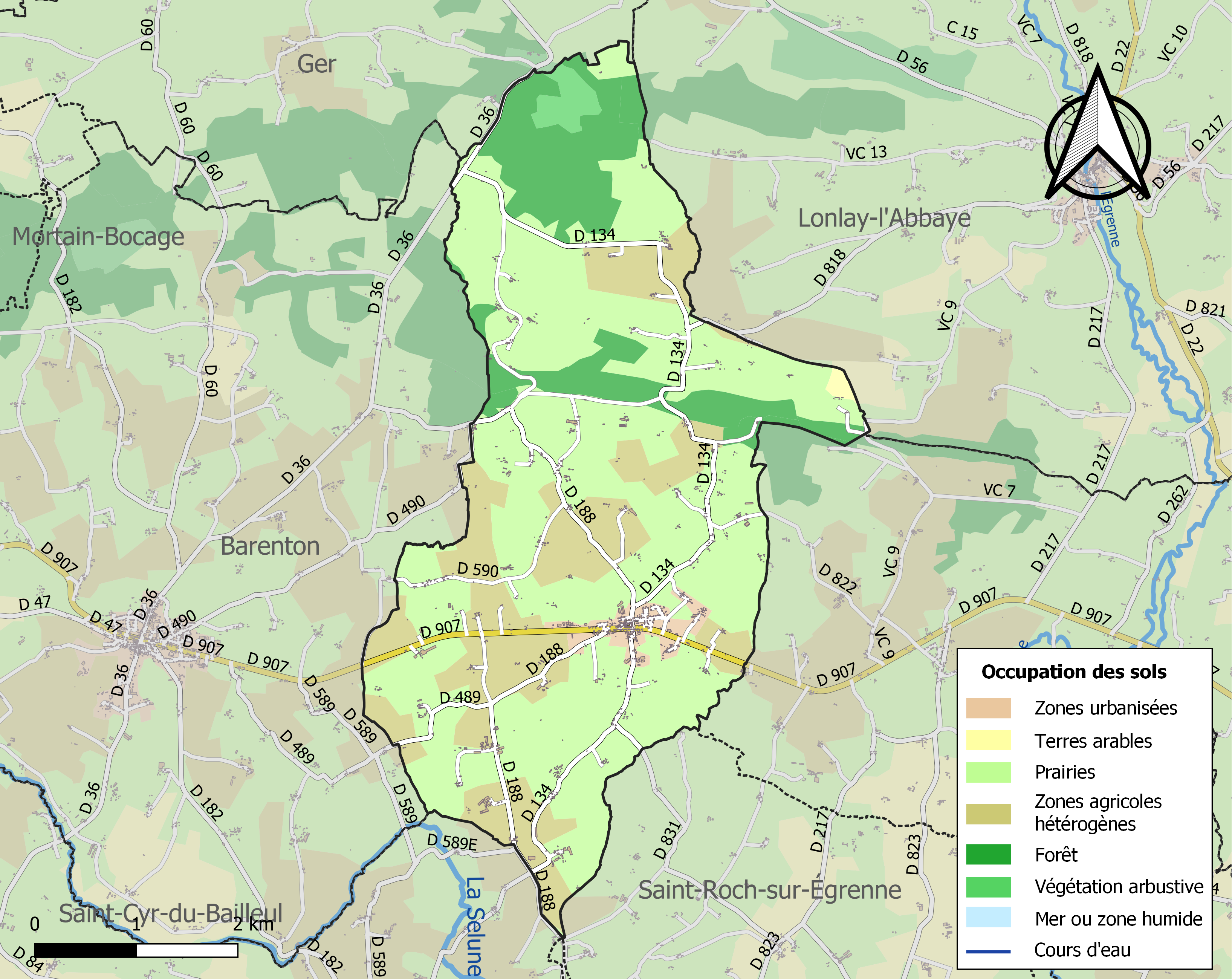
Carte des infrastructures et de l'occupation des sols de la commune en 2018 (CLC).

L'occupation des sols de la commune, telle qu'elle ressort de la base de données européenne d’occupation biophysique des sols Corine Land Cover (CLC), est marquée par l'importance des territoires agricoles (82,6 % en 2018), une proportion sensiblement équivalente à celle de 1990 (83,3 %).
La répartition détaillée en 2018 est la suivante : prairies (60,1 %), zones agricoles hétérogènes (22,2 %), forêts (13,7 %), zones urbanisées (2,4 %), milieux à végétation arbustive et/ou herbacée (1,3 %), terres arables (0,3 %).
L'évolution de l’occupation des sols de la commune et de ses infrastructures peut être observée sur les différentes représentations cartographiques du territoire : la carte de Cassini (XVIIIe siècle), la carte d'état-major (1820-1866) et les cartes ou photos aériennes de l'IGN pour la période actuelle (1950 à aujourd'hui).

## Toponymie
Le nom de la localité est attesté sous les formes de Sancto Georgio en 1369 et 1370, et Sanctus Georgius de Rotulâ sans date.
La paroisse était dédiée à Georges de Lydda, martyr du IVe siècle.
Rouelley variante graphique de Rouelle, est la commune voisine, mais dans le département de l'Orne. De Wella, vieux norrois, la source, la rivière.
Le gentilé est Saint-Georgeois.

## Histoire
Au XIe siècle, existait un site fortifié de type motte castrale probablement destiné à protéger la région de Mortain contre la seigneurie de Bellême.
Le village relevait de la baronnie de Saint-Pair. Au XIIIe siècle, Guillaume Dodelin donna les dîmes de Saint-Georges à l'abbaye de Lonlay.
Les familles notables et anciennes sont les Mézange de Saint-André, Vézard, Foucault, Dary et Clouard.
Selon certains historiens et spécialistes de littérature, dont le Pr Payen de l'université de Caen, le roman de la Table ronde et la légende arthurienne auraient comme berceau d'inspiration la région de la Fosse-Arthour.
Les activités économiques historiques étaient liées notamment à l'exploitation de la forêt de la Lande Pourrie : verriers, potiers, exploitant de carrières et mines de fer, forestiers. La famille Foucault développa aux XVIIe et XVIIIe siècles la production de verres appelés des chambourils et des teintures naturelles, notamment un rouge renommé.
En 1870, les Prussiens investissent la région.
En 1893, la ligne ferroviaire de Domfront à Avranches est mise en service. Saint-Georges-de-Rouelley possède alors en commun avec la commune de Saint-Cyr-du-Bailleul une gare, la gare de Saint-Cyr–Saint-Georges.
En 1944, de violents combats ont lieu. Des parachutistes allemands sont lâchés dans les forêts de la Fosse-Arthour pour s'opposer à la progression des Américains et des résistants locaux (opération Lüttich, contre-offensive contre l'opération Cobra des troupes de Patton).

### Un atelier de poterie médiévale de Saint-Georges invente le grès
Si l'invention des poteries imperméables en grès est bien connue dans différentes régions d’Europe du Nord (pays rhénans, Limbourg hollandais, Beauvaisis), les grès du Mortainais/Domfrontais n’ont été étudiés que récemment.
C'est la découverte fortuite d’une fosse dépotoir lors de travaux d’aménagement d’un lotissement à Saint-Georges-de-Rouelley en 1984 qui a entraîné des fouilles archéologiques les années suivantes. Cette recherche a mis au jour les vestiges d’un four de potier médiéval et de plusieurs tessonnières. L’étude paléomagnétique de la sole du four situe l’époque de la dernière cuisson au tout début du XIVe siècle. Le mobilier céramique, en grande partie constitué des premiers protogrès normands trouvé dans leur contexte de production, comprend des oules, des gros pots à tenons, des cruches, des grands jattes et quelques types particuliers.
Le Mortainais peut donc revendiquer l’invention des grès au même titre que le Beauvaisis, au début du XIVe siècle. Des fouilles ultérieures d’autres fours médiévaux sur les communes limitrophes de La Haute-Chapelle et de Saint-Gilles-des-Marais (Orne) ont confirmé cette production de protogrès.
Ce grès imperméable, propice pour transformer et conserver les aliments s’est rapidement diffusé, à Caen et à Rennes dès le XIVe siècle, à Paris au XVe siècle.
Puis, probablement à partir du XVIe siècle, la quasi-totalité des ateliers potiers de grès se concentrent sur la commune de Ger (Manche) au nord de Saint-Georges-de-Rouelley. Ils s'approvisionnent comme les potiers de Saint-Georges dans les fosses à argiles des marais voisins et traversent la forêt avec des attelages lourdement chargés pour ça.
Deux conditions sont indispensables à la fabrication d’une poterie de grès :
- le choix d'une argile plastique « grésante ». Dans le Mortainais/Domfrontais, seul le gisement de la Goulande, dans la vallée de l’Égrenne sur la commune de la Haute-Chapelle (Orne) à 5 km à l’est de Saint-Georges présente cette caractéristique ;
- une cuisson des pots dans un four qui puisse atteindre la température très élevée de 1 300 °C, nécessitant une réelle maîtrise technique et un volume de bois considérable prélevé dans la forêt de la Lande Pourrie sur les crêtes dominant la commune.

Les connaissances actuelles ne permettent pas de savoir si les potiers médiévaux sont parvenus à fabriquer du grès fortuitement ou à l'issue d'une recherche délibérée.
L’origine des protogrès et l’histoire des ateliers potiers du Mortainais/Domfrontais sont présentées au musée de la poterie normande dans l’ancien village potier du Placître sur la commune de Ger.

## Politique et administration
| Période                                  | Période  | Identité           | Étiquette     | Qualité                     |
| ---------------------------------------- | -------- | ------------------ | ------------- | --------------------------- |
| 1837                                     | 1862     | Auguste Bonnesœur  |               | Médecin                     |
| 1890                                     | 1906     | Pascal Mallon      |               | Rentier                     |
| 1906                                     | 1955     | Victor Foucault    | Parti radical | Rentier, conseiller général |
| 1955                                     | 1965     | Maurice Langlois   |               | Commerçant                  |
| 1965                                     | 1981     | Louis-Pierre Hamel |               | Universitaire               |
| 1981                                     | 1995     | Maxime Lecuisinier |               | Agriculteur                 |
| 1995                                     | En cours | Raymond Béchet     | SE            | Commerçant                  |
| Les données manquantes sont à compléter. |          |                    |               |                             |

Le conseil municipal est composé de quinze membres dont le maire et deux adjoints.

## Population et société

### Démographie
L'évolution du nombre d'habitants est connue à travers les recensements de la population effectués dans la commune depuis 1793. Pour les communes de moins de 10 000 habitants, une enquête de recensement portant sur toute la population est réalisée tous les cinq ans, les populations de référence des années intermédiaires étant quant à elles estimées par interpolation ou extrapolation. Pour la commune, le premier recensement exhaustif entrant dans le cadre du nouveau dispositif a été réalisé en 2008.
En 2022, la commune comptait 529 habitants, en évolution de −5,03 % par rapport à 2016 (Manche : −0,31 %, France hors Mayotte : +2,11 %).
Saint-Georges-de-Rouelley a compté jusqu'à 1 735 habitants en 1846.
| 1793  | 1800  | 1806  | 1821  | 1831  | 1836  | 1841  | 1846  | 1851  |
| ----- | ----- | ----- | ----- | ----- | ----- | ----- | ----- | ----- |
| 1 500 | 1 638 | 1 708 | 1 702 | 1 667 | 1 537 | 1 661 | 1 735 | 1 717 |

| 1856  | 1861  | 1866  | 1872  | 1876  | 1881  | 1886  | 1891  | 1896  |
| ----- | ----- | ----- | ----- | ----- | ----- | ----- | ----- | ----- |
| 1 654 | 1 576 | 1 526 | 1 482 | 1 449 | 1 406 | 1 405 | 1 402 | 1 270 |

| 1901  | 1906  | 1911  | 1921 | 1926 | 1931 | 1936 | 1946 | 1954 |
| ----- | ----- | ----- | ---- | ---- | ---- | ---- | ---- | ---- |
| 1 226 | 1 230 | 1 177 | 961  | 942  | 958  | 930  | 869  | 903  |

| 1962 | 1968 | 1975 | 1982 | 1990 | 1999 | 2006 | 2008 | 2013 |
| ---- | ---- | ---- | ---- | ---- | ---- | ---- | ---- | ---- |
| 809  | 765  | 701  | 672  | 600  | 518  | 526  | 528  | 555  |

| 2018 | 2022 | - | - | - | - | - | - | - |
| ---- | ---- | - | - | - | - | - | - | - |
| 546  | 529  | - | - | - | - | - | - | - |

### Manifestations culturelles et festivités
Un festival annuel, la « fête des Rochers », regroupant environ 3 000 à 4 000 personnes a eu lieu chaque 22 août, de 1969 à 1982, sur le site de la Fosse-Arthour. De nombreux artistes de variété, d'envergure nationale y participèrent. En 1980 fut inauguré le nouveau plan d'eau de la Fosse-Arthour par Louis-Pierre Hamel, Léon Jozeau-Marigné, Hubert d'Andigné, Émile Bizet et Jacques Roulleaux-Dugage.
La fête communale a lieu en mai : jeux, vide-greniers, courses cyclistes.

### Sports
Saint-Georges-de-Rouelley est le berceau d'un club de football qui a longtemps joué au plus haut niveau régional en division d'honneur dans les années 1970-1980, et qui a fusionné en 1988 avec le club voisin de Domfront. Ceci est un fait rare en regard de la taille de la commune et de ses infrastructures. La Société sportive Saint-Georges-Domfont fait aujourd'hui évoluer une équipe en ligue de Basse-Normandie et une autre en division de district.

## Économie
L'activité s'est principalement focalisée sur l'agriculture, la transformation forestière et les productions de poiré, cidre, pommeau, calvados, et autres spécialités de la cuisine normande.

## Culture locale et patrimoine

### Lieux et monuments

#### L'église Saint-Georges

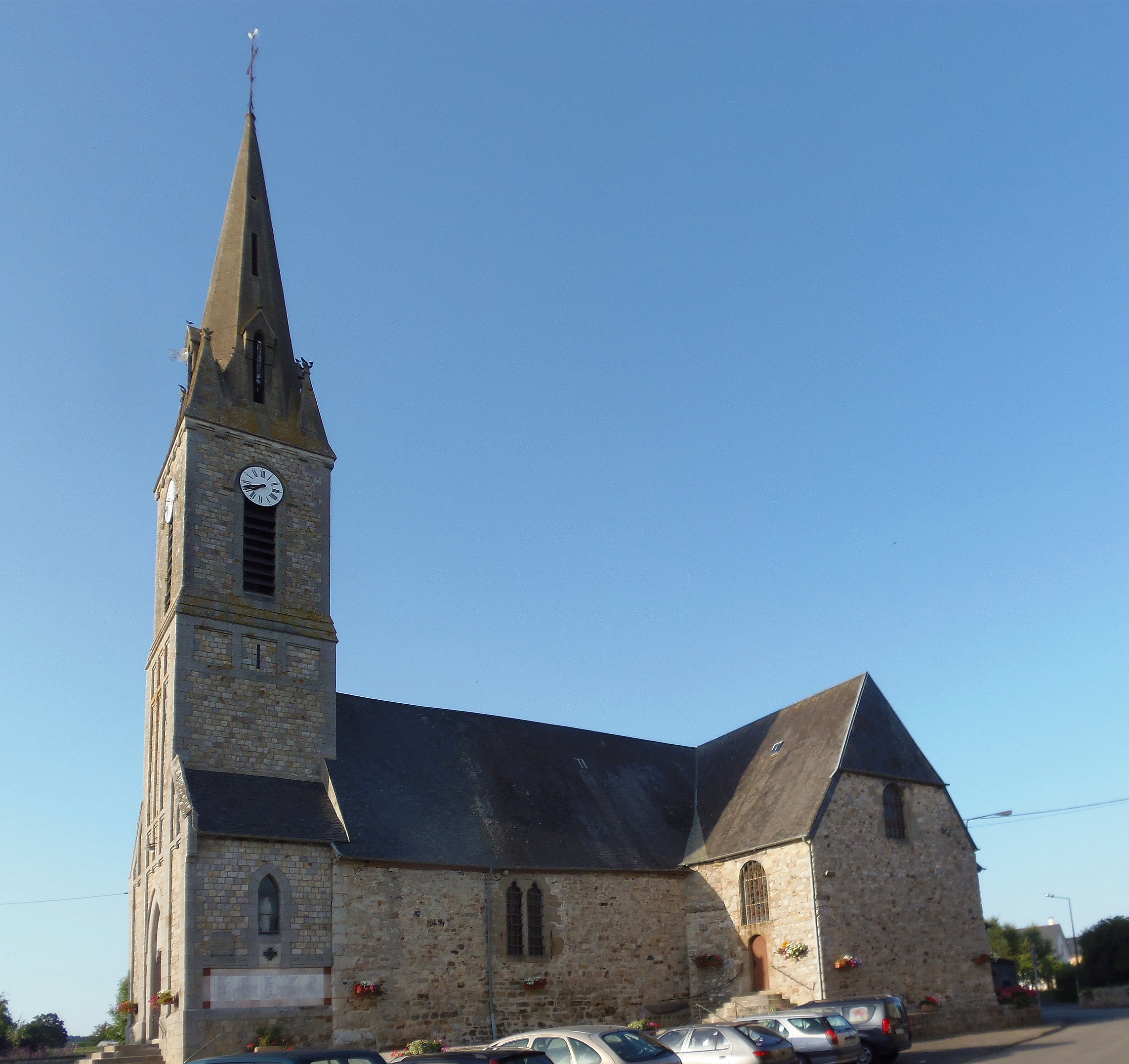
L'église Saint-Georges.

L'église Saint-Georges (XVIe siècle), très ancienne, a été modifiée par les Anglais lors de la guerre de Cent Ans[réf. nécessaire]. Elle abrite sept statues du XIXe polychromes de saints dont Notre-Dame de Protection et saint Paul ainsi qu'une verrière du début du XXe.
Le clocher du premier quart du XXe siècle (vers 1920) a été refait à la suite des dégâts engendrés lors de la Seconde Guerre mondiale, sur le modèle de celui de l'église de la haute ville de Domfront. L'intérieur de l'église a fait l'objet d’une restauration de qualité dans les années 2000.

#### La Fosse-Arthour
Par ailleurs, sur le territoire de la commune, à quelques kilomètres du bourg, on peut découvrir le site classé de la Fosse-Arthour où, selon la légende, le roi Arthur et la reine Guenièvre auraient séjourné. C'est un lieu très rocheux, renommé pour l'escalade, avec une forêt (qui est une prolongation de la forêt de la Lande Pourrie), un lac et une rivière vive, la Sonce. Ce site fait partie, comme la commune elle-même, du parc naturel régional Normandie-Maine et du circuit Lancelot du Lac.
Sans assimiler le personnage du Arthur de cette légende à celui de la Table Ronde, le Centre d'études normand d'anthropologie (CENA), à la suite du professeur Jean-Charles Payen, voit plusieurs éléments de la région qui ont pu contribuer aux légendes arthuriennes, à la suite notamment du passage de Chrétien de Troyes à la cour qu'Aliénor d'Aquitaine tenait à Domfront.
Jean-Charles Payen le rapproche du site du Clos Jean et de la Cour, sur la D 134, à Saint-Cyr-du-Bailleul. La forêt de la Lande Pourrie et ses cluses dont celle de la Fosse-Arthour aurait inspiré la Gaste Forêt proche de l'abbaye des Blancs Nonnains (l'abbaye Blanche ?). Le circuit au pays de Lancelot du Lac permet de parcourir ces lieux.

#### Autres

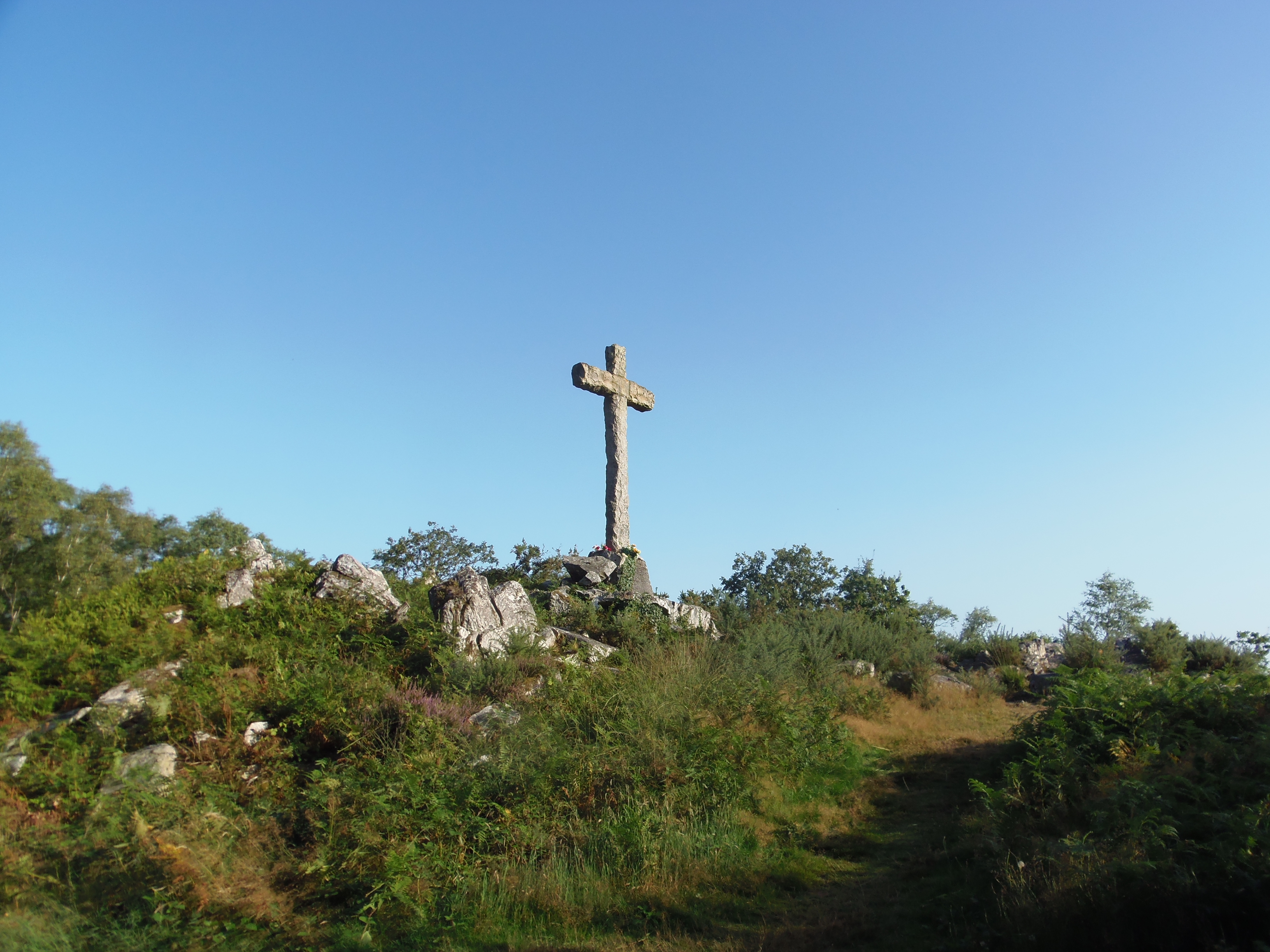
Le calvaire du Roc.

Sur une maison du bourg se trouve un bois polychrome ancien figurant saint Georges terrassant le dragon.
Croix de l'ancien cimetière, près de l'église, datant de 1811.
Il ne reste rien du vieux château, si ce n'est quelques traces des douves au lieu-dit de la Planche Bray, en contrebas de la très ancienne ferme de la Salle. Une légende ancienne, « La Levrette obstinée », a pour cadre le château de Saint-Georges. Elle figure dans la plupart des recueils de légendes normandes.
Dominant un panorama ouvert sur le sud, à quelques centaines de mètres à l'est du site de la Fosse-Arthour, sur le GR 22, a été érigé le calvaire du Roc, en forêt de la Lande Pourrie.

### Personnalités liées à la commune
- Le conventionnel Siméon Bonnesœur-Bourginière, député de la Manche aux États généraux de 1789, membre du Conseil des Cinq-Cents et administrateur du département de la Manche, est né au village de la Bourginière à Saint-Georges et y a vécu de nombreuses années. Avocat, oncle du peintre Géricault qui en fit un portrait, aujourd'hui au musée de Minneapolis, il vota la mort de Louis XVI et dut, comme régicide, lors de la Terreur blanche, s'exiler en Belgique. Il est enterré dans l'église Montéglise de Barenton.
- Au XIXe siècle, le peintre Théodore Géricault, peintre, entre autres, du célèbre Radeau de La méduse, a effectué de nombreux séjours d'été chez ses cousins à Saint-Georges. C'est ici qu'il va découvrir le milieu équestre, pour en devenir l'un des peintres les plus réputés. Sur la route de Saint-Georges à Saint-Cyr, le lieu-dit Hôtel Géricault existe toujours, maison d'origine de la famille du peintre. De nombreuses œuvres du peintre sont restées chez ces cousins bas-normands, tableaux et lithographies. Ils ont été en grande partie détruits lors des bombardements de 1944. Géricault a fait le portrait de certains membres de cette famille, comme Félix Bonnesœur-Bourginière. Au décès du peintre, la famille Saint-Georgeaise fit un long procès pour être reconnue comme héritière en partie du peintre.
- La philosophe Aline Hamel-Foucault, parente de Géricault, est née en 1906 à Saint-Georges et y est décédée en 2002. Elle fut l'élève de Rudolf Steiner, de Karlfried Graf Dürckheim et de Gabriel Marcel et mécène de nombreux peintres, dont Pierre Brette, peintre officiel de la Marine, qui vint à plusieurs reprises à Saint-Georges. Elle travailla avec le Dr Paul Carton.
- Hippolyte Simon, ancien archevêque de Clermont, est né à Saint-Georges-de-Rouelley et y a passé son enfance.
- Deux membres de la Légion d'honneur reposent au cimetière de la commune : Victor Foucault-Montecot et son gendre, Louis Hamel, anciens maires de la commune.
- Une grande sépulture « Louvel », famille du sénateur-maire de Caen, Jean-Marie Louvel, ministre de l'Industrie, qui a achevé la reconstruction de la capitale normande, après la Seconde Guerre mondiale, est installée dans la partie ancienne du cimetière.
- Pierre Sineux, spécialiste de l'histoire et des religions de la Grèce antique, président de l'université de Caen de mai 2012 à sa mort en février 2016, est né à Saint-Georges-de-Rouelley.